# Диабате, Фуссени
Фуссени́ Диабате́ (фр. Fousseni Diabaté; 8 октября 1995, Обервилье, Франция) — малийский футболист, полузащитник и нападающий турецкого клуба «Трабзонспор», на правах аренды выступающий за «Гёзтепе».
Фуссени родился во Франции в семье иммигрантов из Мали.

## Клубная карьера
Диабате — воспитанник клубов «Ренн» и «Реймс». В последнем он начал профессиональную карьеру, выступая за дублирующий состав. В 2015 году Фуссени перешёл в «Генгам». 14 декабря в матче Кубка французской лиги против марсельского «Олимпика» он дебютировал за основной состав. Летом 2017 года Диабате присоединился к «Газелеку». 28 июля в матче против «Валансьена» он дебютировал в Лиге 2. 15 сентября в поединке против «Клермона» Фуссени сделал «дубль», забив свои первые голы за «Газелек».
В начале 2018 года Диабате подписал контракт на 4,5 года с английским «Лестер Сити». 27 января в матче Кубка Англии против «Питерборо Юнайтед» он дебютировал за основной состав. В этом же поединке Фуссени забил свой первый гол за «Лестер Сити». 31 января в матче против «Эвертона» он дебютировал в английской Премьер-лиге.
10 января 2019 года Диабате перешёл в «Сивасспор» на правах аренды до конца сезона 2018/19.

## Международная карьера
В 2015 году Диабате был включён в заявку молодёжной сборной Мали на участие в молодёжном чемпионате мира в Новой Зеландии. На турнире он сыграл в матче против команды Сербии.